# Kanton Mulhouse-1
Kanton Mulhouse-1 (fr. Canton de Mulhouse-1) je francouzský kanton v departementu Haut-Rhin v regionu Grand Est. Tvoří ho pouze část města Mylhúzy. Zřízen byl v roce 2015.

## Historie
Kanton byl vytvořen při příležitosti kantonální územní reformy, která vstoupila v platnost 22. března 2015. Popis území Území kantonu je od 22. března 2015 určeno následujícími hranicemi. Informace jsou uvedeny ve směru hodinových ručiček a začínají na severu: Hranice města, Rue Oscar Lesage, Rue de Pfastatt, Rue de Strasbourg, Quai de la Cloche, Avenue Aristide Briand, Boulevard du Président Roosevelt, Rue de l'Arsenal, Rue de la Loi, Rue de la Synagogue, Place de la Paix, Rue de la senses, Porte du Miroir, Quai d'Oran, Canal du Rhône au Rhin, městské limity